# Русская Венера
«Русская Венера» — картина российского художника Бориса Кустодиева, написанная им в 1925—1926 годах. Название картины художник сам обозначил на листке бумаги, изображённом в правом нижнем углу картины.

## Описание

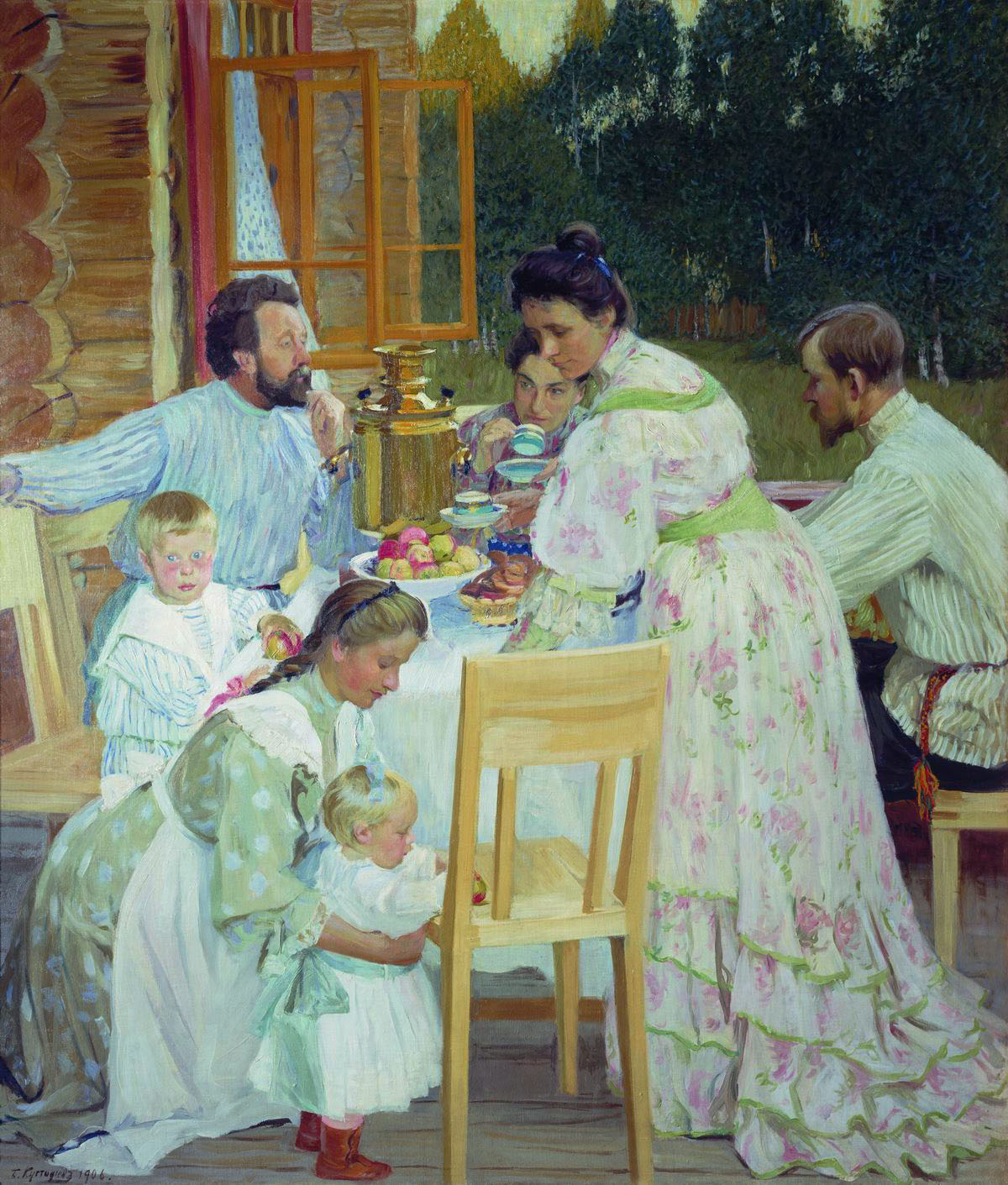
«На террасе»

Картина была написана Кустодиевым в 1925—1926 годах на обратной, перевёрнутой стороне полотна «На террасе», созданного ещё в 1906 году и запечатлевшего чаепитие семьи художника.
Была повреждена во время затопления Горьковского художественного музея. Отреставрирована известным реставратором ВХНРЦ им. Грабаря Павлом Ивановичем Барановым. Он устранил подтеки механическим способом и при помощи растворителей. Более серьезную проблему, утрату красочного слоя, решил, применив метод ретуши. Соорудил специальный подрамник, таким образом, что стала доступна зрителям и вторая сторона полотна с картиной «На террасе», на которой Борис Михайлович в 1906 году изобразил свою семью.  
Работа находится в коллекции Нижегородского государственного художественного музея, где выставляется в специальном стеклянном стенде, чтобы посетители могли видеть обе стороны полотна и соответственно две разные картины.
Интересно, что на обеих картинах изображена дочь художника Ирина (на ранней картине няня сажает ее на стул).